# أحمد بن سليمان (المتوكل)
المتوكل أحمد بن سليمان (1106-1171م) كان إماما للزيدية (532 – 566هـ/1138–1171م) بعد فترة خلو لفترة طويلة، توفي عام 1171.